# Canalohypopterygium tamariscinum
Canalohypopterygium tamariscinum är en bladmossart som beskrevs av Kruijer 1995 [1996. Canalohypopterygium tamariscinum ingår i släktet Canalohypopterygium och familjen Hookeriaceae. Inga underarter finns listade i Catalogue of Life.